# Saint-Aignan (Loir-et-Cher)
Pour les articles homonymes, voir Saint-Aignan.
Saint-Aignan (anciennement appelée Saint-Aignan-en-Berry ou Saint-Aignan-sur-Cher) est une commune française située dans le département du Loir-et-Cher, en région Centre-Val de Loire.
Érigée à flanc de coteau sur les bords de la rivière Cher, la cité possédait une situation très enviée, au carrefour de trois provinces : Orléanais, Berry et Touraine. Elle conserve de son histoire une architecture urbaine faite de petites ruelles ainsi que de nombreux monuments.

## Géographie

### Localisation et communes limitrophes
La commune de Saint-Aignan se trouve dans le sud du département de Loir-et-Cher, dans la petite région agricole des Plateaux bocagers de la Touraine méridionale,. À vol d'oiseau, elle se situe à 35,8 km de Blois, préfecture du département, et à 30,1 km de Romorantin-Lanthenay, sous-préfecture dont elle dépend. Elle est le chef-lieu du canton de Saint-Aignan dont dépend la commune depuis 2015. La commune fait en outre partie du bassin de vie de Saint-Aignan.
Les communes les plus proches sont : Noyers-sur-Cher (2,4 km), Seigy (2,5 km), Mareuil-sur-Cher (4,1 km), Châteauvieux (4,2 km), Couffy (6 km), Saint-Romain-sur-Cher (6,1 km), Thésée (8 km), Pouillé (8,1 km) et Lye (9,1 km) (Indre).

### Hydrographie
La commune est drainée par le Cher (1,452 km), le Traîne Feuilles et par divers petits cours d'eau, constituant un réseau hydrographique de 19,99 km de longueur totale.
Le Cher, d'une longueur totale de 365,5 km, prend sa source dans la commune de Mérinchal (Creuse) et se jette dans la Loire à Cinq-Mars-la-Pile (Indre-et-Loire), après avoir traversé 117 communes.
Sur le plan piscicole, ce cours d'eau est classé en deuxième catégorie, où le peuplement piscicole dominant est constitué de poissons blancs (cyprinidés) et de carnassiers (brochet, sandre et perche).

### Climat
Pour des articles plus généraux, voir Climat du Centre-Val de Loire et Climat de Loir-et-Cher.
En 2010, le climat de la commune est de type climat océanique altéré, selon une étude du CNRS s'appuyant sur une série de données couvrant la période 1971-2000. En 2020, Météo-France publie une typologie des climats de la France métropolitaine dans laquelle la commune est toujours exposée à un climat océanique altéré et est dans une zone de transition entre les régions climatiques « Moyenne vallée de la Loire » et « Centre et contreforts nord du Massif Central ». 
Pour la période 1971-2000, la température annuelle moyenne est de 11,9 °C, avec une amplitude thermique annuelle de 15,5 °C. Le cumul annuel moyen de précipitations est de 656 mm, avec 10,3 jours de précipitations en janvier et 6,7 jours en juillet. Pour la période 1991-2020, la température moyenne annuelle observée sur la station météorologique de Météo-France la plus proche, sur la commune de Lye à 9 km à vol d'oiseau, est de 12,1 °C et le cumul annuel moyen de précipitations est de 673,1 mm,. Pour l'avenir, les paramètres climatiques de la commune estimés pour 2050 selon différents scénarios d'émission de gaz à effet de serre sont consultables sur un site dédié publié par Météo-France en novembre 2022.

### Milieux naturels et biodiversité
Aucun espace naturel présentant un intérêt patrimonial n'est recensé sur la commune dans l'inventaire national du patrimoine naturel,,.

## Urbanisme

### Typologie
Au 1er janvier 2024, Saint-Aignan est catégorisée bourg rural, selon la nouvelle grille communale de densité à sept niveaux définie par l'Insee en 2022.
Elle appartient à l'unité urbaine de Saint-Aignan, une agglomération intra-départementale regroupant quatre  communes, dont elle est ville-centre,,. Par ailleurs la commune fait partie de l'aire d'attraction de Saint-Aignan, dont elle est la commune-centre,. Cette aire, qui regroupe 5 communes, est catégorisée dans les aires de moins de 50 000 habitants,.

### Occupation des sols
L'occupation des sols est marquée par l'importance des espaces agricoles et naturels (96,8 %). La répartition détaillée ressortant de la base de données européenne d'occupation biophysique des sols Corine Land Cover millésimée 2012 est la suivante :
- terres arables (11,6 %),
- cultures permanentes (0,6 %),
- zones agricoles hétérogènes (15,4 %),
- prairies (3,5 %),
- forêts (65,2 %),
- milieux à végétation arbustive ou herbacée (0,7 %),
- zones urbanisées (1 %),
- espaces verts artificialisés non agricoles (0,5 %),
- zones industrielles et commerciales et réseaux de communication (1,7 %),
- eaux continentales (0,5 %)[9].

### Planification
En matière de planification, la commune disposait en 2017 d'un plan local d'urbanisme en révision.

### Habitat et logement
Le tableau ci-dessous présente la typologie des logements à Saint-Aignan en 2016 en comparaison avec celle du Loir-et-Cher et de la France entière. Une caractéristique marquante du parc de logements est ainsi une proportion de résidences secondaires et logements occasionnels (10,8 %) inférieure à celle du département (18 %) mais supérieure à celle de la France entière (9,6 %). Concernant le statut d'occupation de ces logements, 73,2 % des habitants de la commune sont propriétaires de leur logement (75,5 % en 2011), contre 68,1 % pour le Loir-et-Cher et 57,6 pour la France entière.
|                                                         | Saint-Aignan | Loir-et-Cher | France entière |
| ------------------------------------------------------- | ------------ | ------------ | -------------- |
| Résidences principales (en %)                           | 79,3         | 74,5         | 82,3           |
| Résidences secondaires et logements occasionnels (en %) | 10,8         | 18           | 9,6            |
| Logements vacants (en %)                                | 9,9          | 7,5          | 8,1            |

### Risques majeurs
Le territoire communal de Saint-Aignan est vulnérable à différents aléas naturels : inondations (par débordement du Cher), climatiques (hiver exceptionnel ou canicule), feux de forêts, mouvements de terrains ou sismique (sismicité faible). Il est également exposé à un risque technologique : le transport de matières dangereuses,.

#### Risques naturels

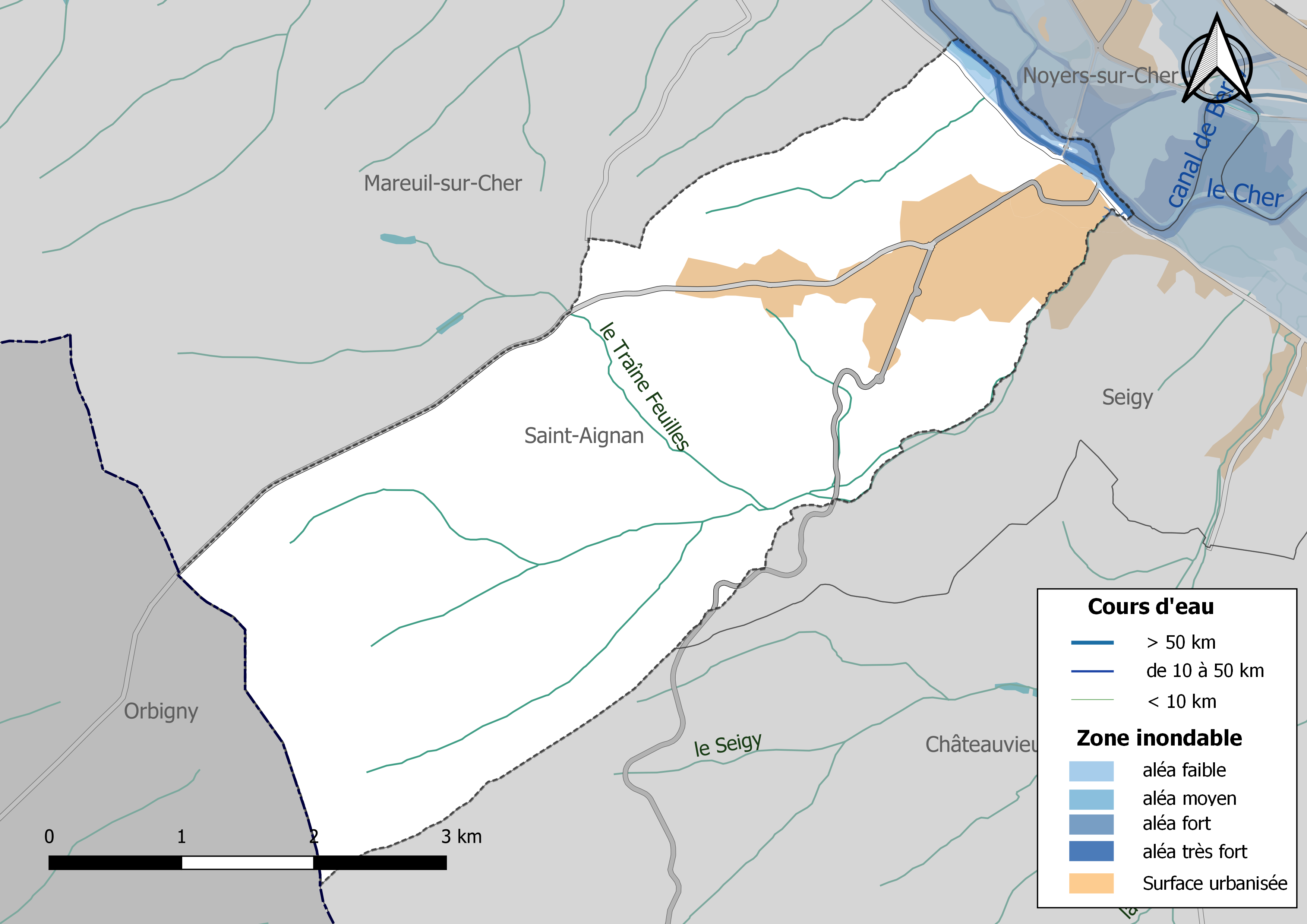
Zones inondables de la commune de Saint-Aignan.

Les mouvements de terrains susceptibles de se produire sur la commune sont liés au retrait-gonflement des argiles. Le phénomène de retrait-gonflement des argiles est la conséquence d'un changement d'humidité des sols argileux. Les argiles sont capables de fixer l'eau disponible mais aussi de la perdre en se rétractant en cas de sécheresse. Ce phénomène peut provoquer des dégâts très importants sur les constructions (fissures, déformations des ouvertures) pouvant rendre inhabitables certains locaux. La carte de zonage de cet aléa peut être consultée sur le site de l'observatoire national des risques naturels Georisques.
Les crues du Cher sont moins importantes que celles de la Loire, mais elles peuvent provoquer des dégâts importants. Les crues historiques sont celles de 1856 (5 m à l'échelle de Noyers-sur-Cher), 1940 (4,03 m) et 1977 (3,58 m). Le débit maximal historique est de 1 560 m3/s et caractérise une crue de retour supérieur à cent ans pour Montrichard Val de Cher. Le risque d'inondation est pris en compte dans l'aménagement du territoire de la commune par le biais du Plan de prévention du risque inondation (PPRI) du Cher.

#### Risques technologiques
Le risque de transport de marchandises dangereuses sur la commune est lié à sa traversée par une route à fort trafic. Un accident se produisant sur une telle infrastructure est en effet susceptible d'avoir des effets graves au bâti ou aux personnes jusqu'à 350 m, selon la nature du matériau transporté. Des dispositions d'urbanisme peuvent être préconisées en conséquence.

## Toponymie
Le nom de la commune rend hommage au saint Aignan d'Orléans (en latin Anianus), qui organisa la défense de sa ville face aux Huns d'Attila au milieu du Ve siècle.
Sous la Révolution, la volonté de déchristianiser la société française requiert un changement du toponyme : ainsi, par délibération du conseil général de la commune, et en application du décret du 25 vendémiaire an II (16 octobre 1793), la commune nouvellement créée de Saint-Aignan-sur-Cher devient temporairement Carismont.
La commune reprit son nom traditionnel à la Restauration.

## Histoire
Située aux confins du Blésois, de la Touraine et du Berry, la région relevait au Xe siècle de la suzeraineté des anciens comtes de Blois, souche de la maison féodale de Blois-Champagne qui posséda aussi Sully et Sancerre, mais aussi la Touraine, le Chartrain et le Dunois, la Champagne, et même le comté de Beauvais. Mais vers l'an mil, leur domination étaient contestée par la maison d'Anjou qui cherchait à s'étendre à l'ouest. Les sires de Donzy Geoffroy Ier et son fils Hervé Ier, issus de la Maison de Semur, aidèrent alors Eudes II de Blois dans sa lutte contre Foulque Nerra d'Anjou. Ils reçurent des terres en récompense et devinrent seigneurs de Saint-Aignan, aussi de Selles en partie (voir l'article Selles), Valençay, Gien un moment...
Les Donzy, puis leurs descendants Nevers (voir l'article Hervé IV), Auxerre-Tonnerre (voir les articles Alix, Louis, Anne), enfin Beauvilliers (voir l'article Beauvilliers), furent donc les maîtres de Saint-Aignan au cours des siècles.
St-Aignan fut érigé en comté en 1537 pour Claude Ier de Beauvilliers († 1539), puis en duché en 1663 pour François-Honorat de Beauvilliers (1607-1687), père des ducs Paul (1648-1714) et Paul-Hippolyte (1684-1776).
Comme les Beauvilliers ont eu au XIXe siècle pour descendants et héritiers les La Roche-Aymon (voir l'article Paul-Hippolyte), toujours propriétaires du château (voir plus bas), le domaine de Saint-Aignan est dans la même famille en lignée féminine depuis un millier d'années, ce qui est exceptionnel.
Saint-Aignan fut chef-lieu de district de 1790 à 1795.
Le Duc de St-Aignan Paul-Marie-Victoire de Beauvilliers fut guillotiné un jour avant Robespierre.
Entre 1790 et 1794, la commune a absorbé celle voisine de Saint-Aignan-Hors-l'Enclos.
Au cours de la Révolution française, la commune porta provisoirement le nom de Carismont.
Après l'entrée des États-Unis dans la Première Guerre mondiale, une partie du Corps expéditionnaire américain en Europe est stationnée ou transite dans des camps environnant Saint-Aignan.

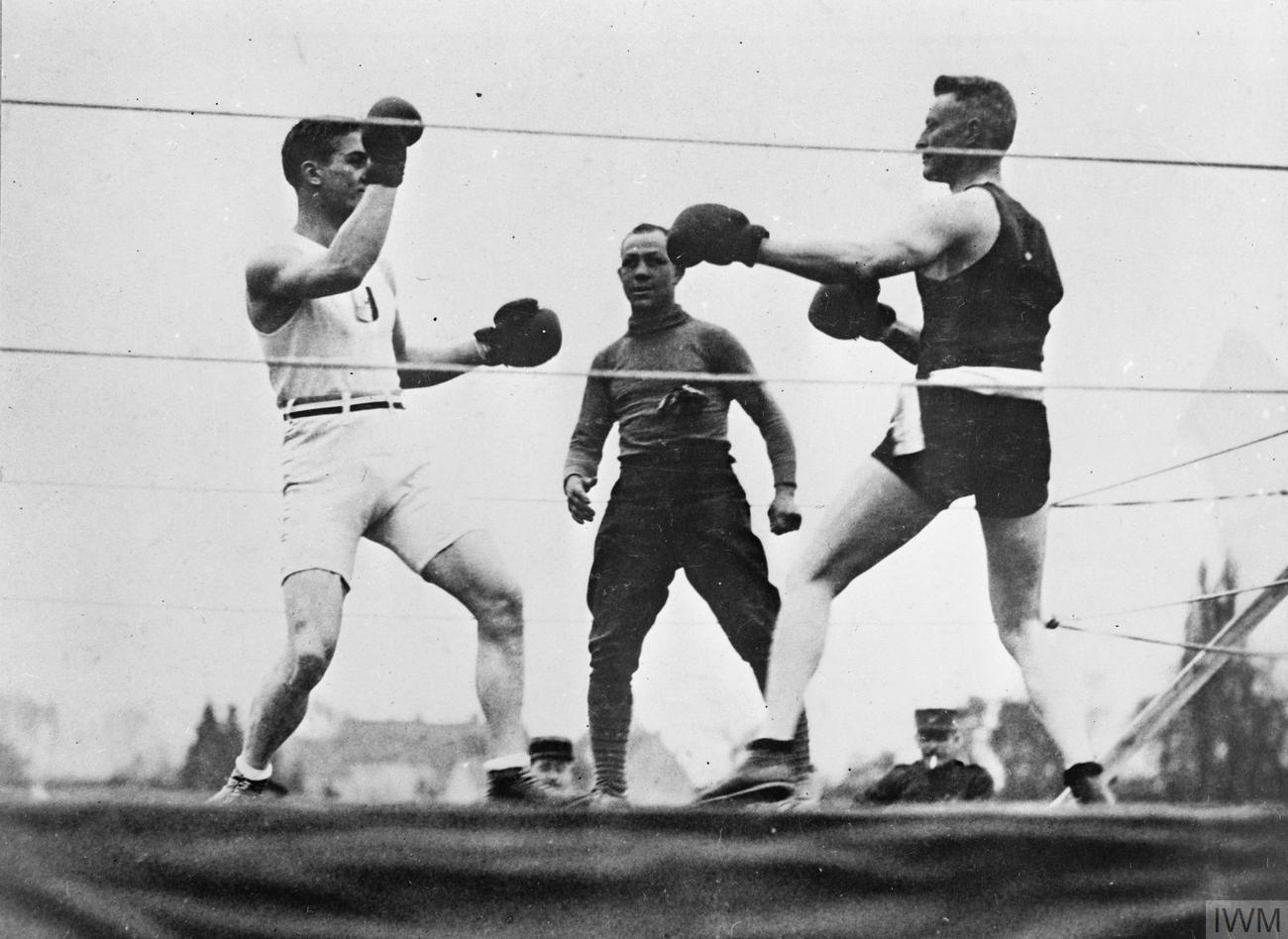
Le 8 avril 1918, Georges Carpentier (à gauche) est opposé au sergent américain R. Williams (à droite) à Saint-Aignan.

Entre le 29 janvier et le 8 février 1939, plus de 3 100 réfugiés espagnols, fuyant l'effondrement de la République espagnole devant Franco, arrivent dans le Loir-et-Cher. Devant l'insuffisance des structures d'accueil (les haras de Selles-sur-Cher sont notamment utilisés), 47 villages sont mis à contribution, dont Saint-Aignan. Les réfugiés, essentiellement des femmes et des enfants, sont soumis à une quarantaine stricte, vaccinés, le courrier est limité, le ravitaillement, s'il est peu varié et cuisiné à la française, est cependant assuré. Au printemps et à l'été, les réfugiés sont regroupés à Bois-Brûlé (commune de Boisseau).
Durant la Seconde Guerre mondiale, la ligne de démarcation passait sur le Cher, Saint-Aignan-sur-Cher étant du côté libre et Noyers-sur-Cher, en face, du côté occupé. Comme beaucoup d'autres Joseph Paul-Boncour s'échappa de la zone occupée en traversant le Cher. Il fut accueilli et caché à Saint-Aignan dans la résidence secondaire de la famille Dassault.
Sa maison au bord du Cher à Noyers servait de Kommandantur aux Allemands.

## Politique et administration

### Découpage territorial
La commune de Saint-Aignan est membre de la Communauté de communes Val-de-Cher-Controis, un établissement public de coopération intercommunale (EPCI) à fiscalité propre créé le 1er janvier 2017.
Elle est rattachée sur le plan administratif à l'arrondissement de Romorantin-Lanthenay, au département de Loir-et-Cher et à la région Centre-Val de Loire, en tant que circonscriptions administratives. Sur le plan électoral, elle est rattachée au canton de Saint-Aignan depuis 2015 pour l'élection des conseillers départementaux et à la deuxième circonscription de Loir-et-Cher pour les élections législatives.

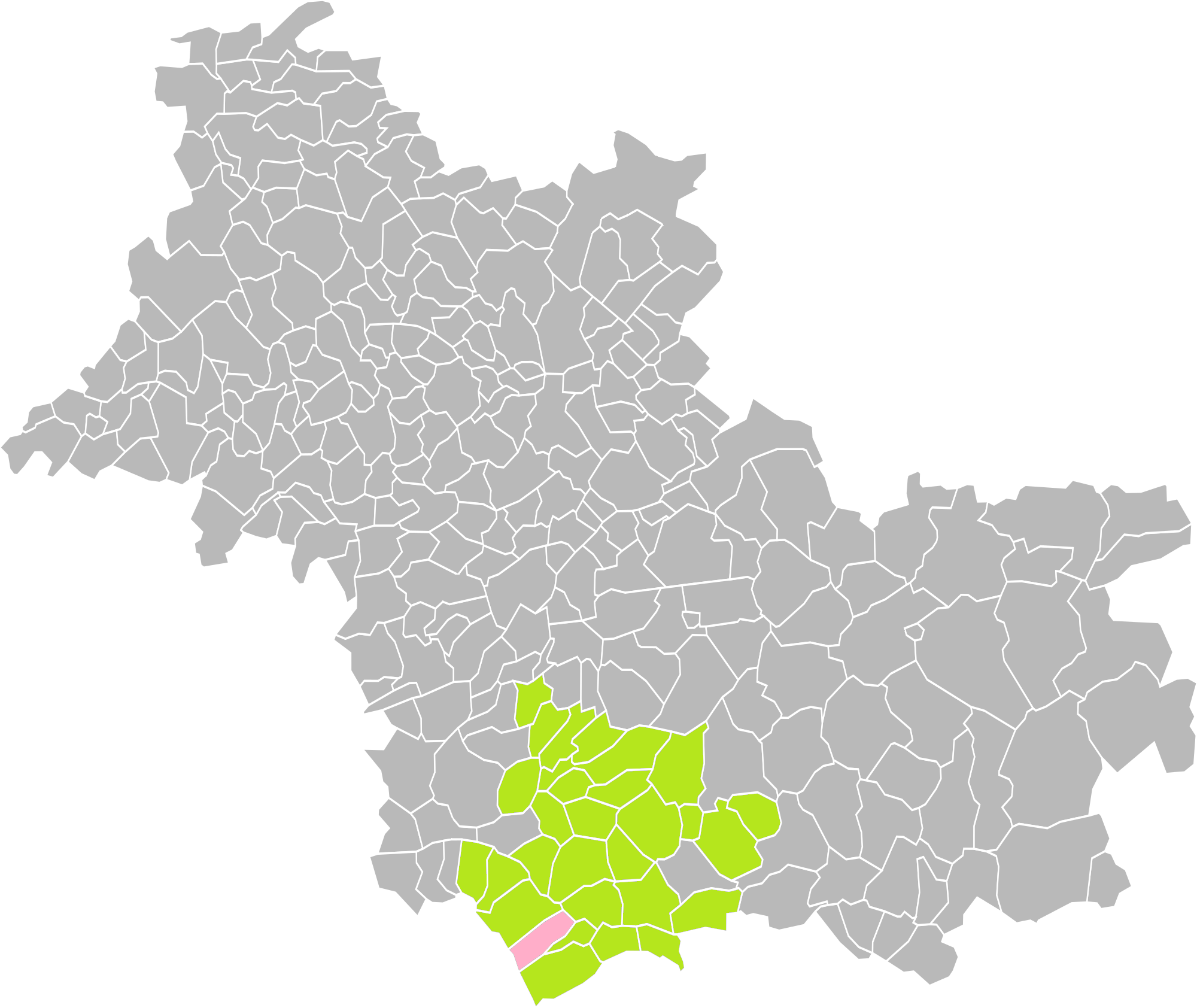
Saint-Aignan dans l'intercommunalité en 2016.
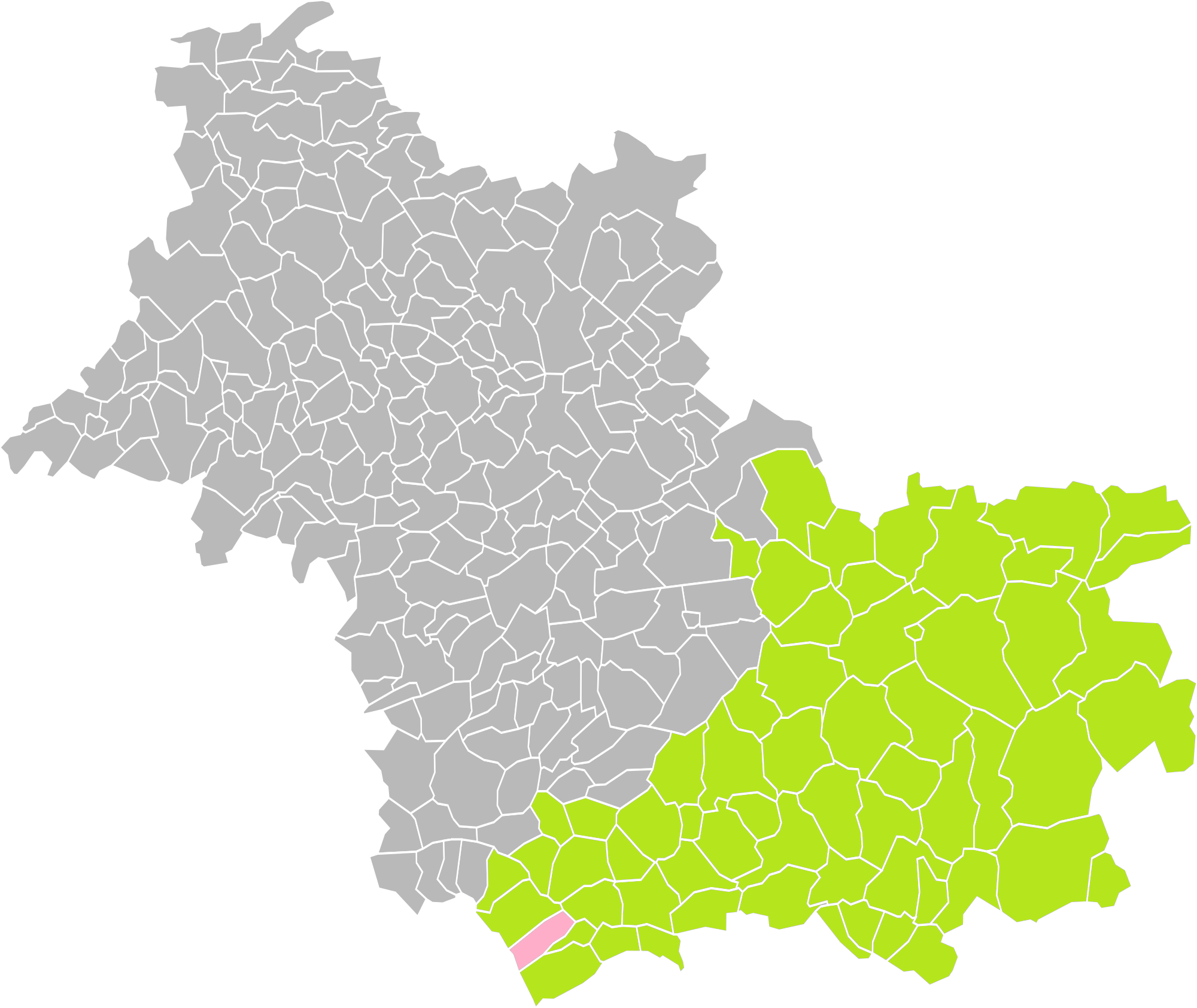
Saint-Aignan dans l'arrondissement de Romorantin-Lanthenay en 2016.
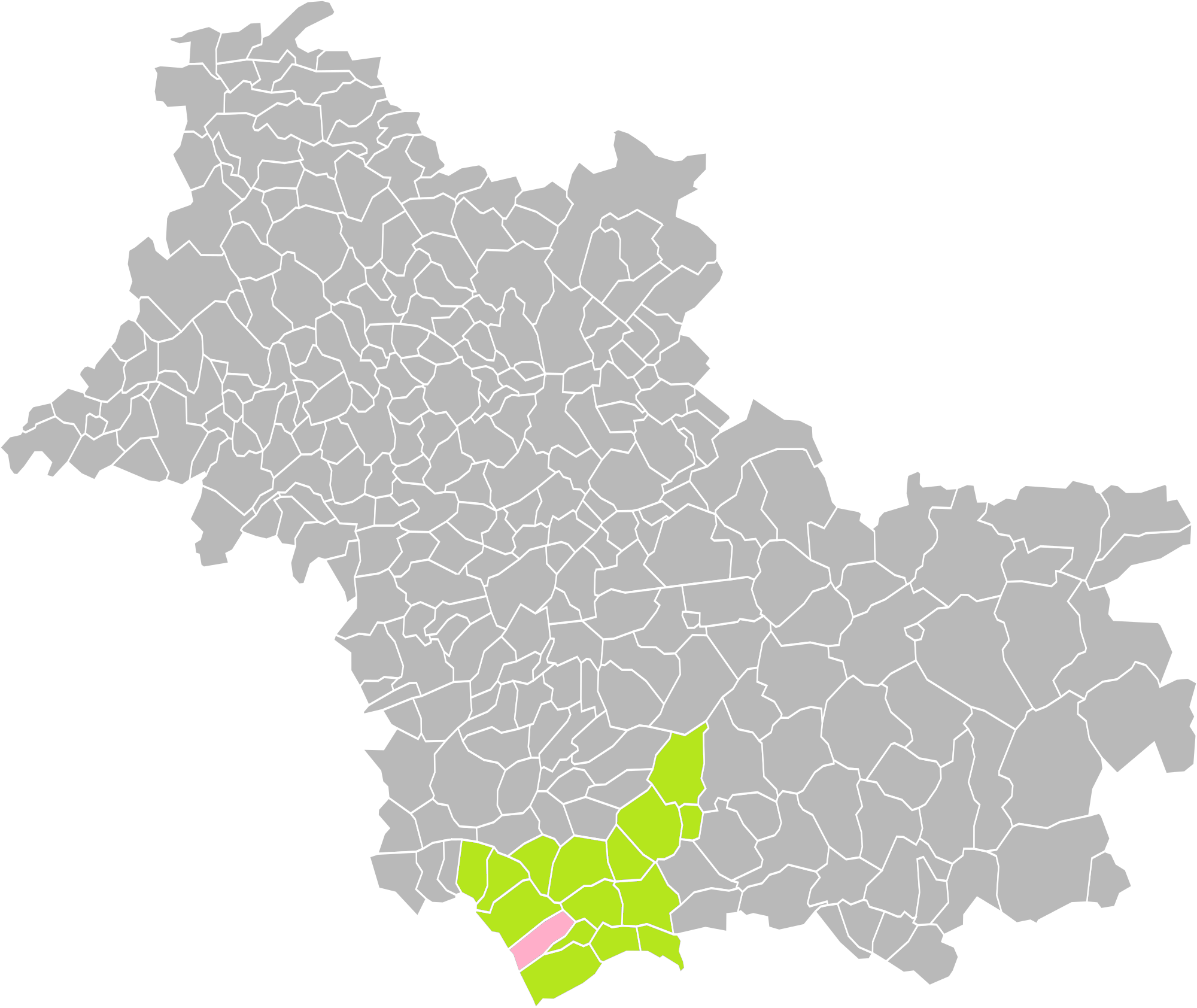
Saint-Aignan dans le canton de Saint-Aignan en 2016.

### Politique et administration municipale

#### Conseil municipal et maire
Le conseil municipal de Saint-Aignan, commune de plus de 1 000 habitants, est élu au scrutin proportionnel plurinominal avec prime majoritaire. Compte tenu de la population communale, le nombre de sièges au conseil municipal est de 23. Le maire, à la fois agent de l'État et exécutif de la commune en tant que collectivité territoriale, est élu par le conseil municipal au scrutin secret lors de la première réunion du conseil suivant les élections municipales, pour un mandat de six ans, c'est-à-dire pour la durée du mandat du conseil.
| Période                                  | Période    | Identité                           | Étiquette | Qualité                                                                                |
| ---------------------------------------- | ---------- | ---------------------------------- | --------- | -------------------------------------------------------------------------------------- |
| 1759                                     | 1760       | René Mouzai                        |           |                                                                                        |
| 1760                                     | 1766       | Jean Durozier                      |           |                                                                                        |
| 1761                                     | 1762       | Jacques Delorme                    |           |                                                                                        |
| 1762                                     | 1767       | Etienne Charbonnier                |           |                                                                                        |
| 1767                                     | 1769       | Jacques Delorme                    |           |                                                                                        |
| 1775                                     |            | Louis Poitelon                     |           |                                                                                        |
| 1787                                     | 1789       | Mazuray                            |           | Ancien premier échevin                                                                 |
| 1789                                     | après 1792 | Michel Bigot                       |           | Marchand et géomètre                                                                   |
| 1794                                     |            | Jean Morisset-Péan                 |           |                                                                                        |
| 1798                                     | 1799       | Charles-Parfait Rouët-Trinquart    |           |                                                                                        |
| 1799                                     | 1800       | Michel Bigot                       |           | Marchand et géomètre                                                                   |
| 1800                                     | 1815       | Charles-Parfait Rouët-Trinquart    |           |                                                                                        |
| 1815                                     | 1818       | Pierre Bretheau                    |           |                                                                                        |
| 1818                                     | 1821       | François-Dominique Clivot-Bertheau |           |                                                                                        |
| 1821                                     | 1821       | Antoine Chevallier-Perreau         |           |                                                                                        |
| 1821                                     | 1826       | Gitton-Duplessis                   |           |                                                                                        |
| 1826                                     | 1827       | François-Dominique Clivot-Bertheau |           |                                                                                        |
| 1830                                     |            | Antoine Chevallier-Rouët           |           | Tanneur, conseiller général (1833-1839)                                                |
| 1881                                     | 1922       | Louis Ragot-Blondeau               | RAD       | Marchand de nouveautés, puis propriétaire-viticulteur , conseiller général (1919-1922) |
| 1922                                     | 1929       | Louis Besnault                     |           | Vétérinaire, conseiller général (1922-1939), conseiller départemental (1943-1945)      |
| 1945                                     | 1945       | Louis Thiault                      | NC        | Resistant                                                                              |
|                                          |            |                                    |           |                                                                                        |
| 1945                                     | 1971       | Jean-André Magnon                  | Soc.ind.  | Notaire, conseiller général (1951-1971)                                                |
|                                          |            |                                    |           |                                                                                        |
| 1977                                     | 1983       | Yves Piau                          | PS        | Vétérinaire                                                                            |
| 1983                                     | 2001       | Guy Martineau                      | DVD       | Pharmacien                                                                             |
| 2001                                     | 2008       | Yves Piau                          | PS        | Vétérinaire, conseiller général (1988-2001)                                            |
| 2008                                     | 2014       | Jean-Michel Billon                 | DVD       | Kinésithérapeute                                                                       |
| mars 2014                                | mai 2020   | Eric Carnat                        |           | Fonctionnaire de catégorie A                                                           |
| mai 2020                                 | En cours   | Éric Carnat,                       |           | Cadre de la fonction publique                                                          |
| Les données manquantes sont à compléter. |            |                                    |           |                                                                                        |

## Population et société

### Démographie

#### Évolution démographique
L'évolution du nombre d'habitants est connue à travers les recensements de la population effectués dans la commune depuis 1793. Pour les communes de moins de 10 000 habitants, une enquête de recensement portant sur toute la population est réalisée tous les cinq ans, les populations de référence des années intermédiaires étant quant à elles estimées par interpolation ou extrapolation. Pour la commune, le premier recensement exhaustif entrant dans le cadre du nouveau dispositif a été réalisé en 2008.

En 2022, la commune comptait 2 826 habitants, en évolution de −0,98 % par rapport à 2016 (Loir-et-Cher : −1,15 %, France hors Mayotte : +2,11 %).
| 1793  | 1800  | 1806  | 1821  | 1831  | 1836  | 1841  | 1846  | 1851  |
| ----- | ----- | ----- | ----- | ----- | ----- | ----- | ----- | ----- |
| 2 341 | 2 985 | 2 597 | 2 845 | 2 772 | 2 856 | 3 049 | 3 146 | 3 434 |

| 1856  | 1861  | 1866  | 1872  | 1876  | 1881  | 1886  | 1891  | 1896  |
| ----- | ----- | ----- | ----- | ----- | ----- | ----- | ----- | ----- |
| 3 337 | 3 600 | 3 648 | 3 393 | 3 349 | 3 337 | 3 471 | 3 301 | 3 300 |

| 1901  | 1906  | 1911  | 1921  | 1926  | 1931  | 1936  | 1946  | 1954  |
| ----- | ----- | ----- | ----- | ----- | ----- | ----- | ----- | ----- |
| 3 208 | 3 106 | 2 992 | 2 724 | 2 768 | 2 667 | 2 723 | 2 649 | 2 670 |

| 1962  | 1968  | 1975  | 1982  | 1990  | 1999  | 2006  | 2008  | 2013  |
| ----- | ----- | ----- | ----- | ----- | ----- | ----- | ----- | ----- |
| 3 029 | 3 445 | 3 602 | 3 600 | 3 672 | 3 542 | 3 257 | 3 162 | 2 902 |

| 2018  | 2022  | - | - | - | - | - | - | - |
| ----- | ----- | - | - | - | - | - | - | - |
| 2 844 | 2 826 | - | - | - | - | - | - | - |

#### Pyramide des âges
La population de la commune est relativement âgée.
En 2018, le taux de personnes d'un âge inférieur à 30 ans s'élève à 24,1 %, soit en dessous de la moyenne départementale (31,3 %). À l'inverse, le taux de personnes d'âge supérieur à 60 ans est de 48,0 % la même année, alors qu'il est de 31,6 % au niveau départemental.
En 2018, la commune comptait 1 307 hommes pour 1 537 femmes, soit un taux de 54,04 % de femmes, largement supérieur au taux départemental (51,45 %).
Les pyramides des âges de la commune et du département s'établissent comme suit.
| Hommes | Classe d’âge | Femmes |
| ------ | ------------ | ------ |
| 2,8    | 90 ou +      | 8,5    |
| 16,2   | 75-89 ans    | 21,0   |
| 23,0   | 60-74 ans    | 23,6   |
| 17,6   | 45-59 ans    | 15,0   |
| 12,9   | 30-44 ans    | 10,7   |
| 14,7   | 15-29 ans    | 11,9   |
| 12,8   | 0-14 ans     | 9,4    |

| Hommes | Classe d’âge | Femmes |
| ------ | ------------ | ------ |
| 1,1    | 90 ou +      | 2,6    |
| 9,2    | 75-89 ans    | 11,9   |
| 19,7   | 60-74 ans    | 20,4   |
| 20,7   | 45-59 ans    | 20     |
| 16,5   | 30-44 ans    | 16,2   |
| 15,2   | 15-29 ans    | 13,2   |
| 17,6   | 0-14 ans     | 15,7   |

## Économie

### Secteurs d'activité
Le tableau ci-dessous détaille le nombre d'entreprises implantées à Saint-Aignan selon leur secteur d'activité et le nombre de leurs salariés :
|                                                              | total | % com (% dep) | 0 salarié | 1 à 9 salarié(s) | 10 à 19 salariés | 20 à 49 salariés | 50 salariés ou plus |
| ------------------------------------------------------------ | ----- | ------------- | --------- | ---------------- | ---------------- | ---------------- | ------------------- |
| Ensemble                                                     | 298   | 100,0 (100)   | 188       | 92               | 4                | 7                | 7                   |
| Agriculture, sylviculture et pêche                           | 16    | 5,4 (11,8)    | 10        | 6                | 0                | 0                | 0                   |
| Industrie                                                    | 14    | 4,7 (6,5)     | 8         | 5                | 0                | 0                | 1                   |
| Construction                                                 | 21    | 7,0 (10,3)    | 12        | 6                | 1                | 2                | 0                   |
| Commerce, transports, services divers                        | 207   | 69,5 (57,9)   | 138       | 61               | 3                | 3                | 2                   |
| dont commerce et réparation automobile                       | 55    | 18,5 (17,5)   | 32        | 20               | 1                | 1                | 1                   |
| Administration publique, enseignement, santé, action sociale | 40    | 13,4 (13,5)   | 20        | 14               | 0                | 2                | 4                   |
| Champ : ensemble des activités.                              |       |               |           |                  |                  |                  |                     |

Le secteur du commerce, transports et services divers est prépondérant sur la commune (207 entreprises sur 298). Sur les 298 entreprises implantées à Saint-Aignan en 2016, 188 ne font appel à aucun salarié, 92 comptent 1 à 9 salariés, 4 emploient entre 10 et 19 personnes.7 emploient entre 20 et 49 personnes.
Au 1er juillet 2017, la commune est classée en zone de revitalisation rurale (ZRR), un dispositif visant à aider le développement des territoires ruraux principalement à travers des mesures fiscales et sociales. Des mesures spécifiques en faveur du développement économique s'y appliquent également.

### Agriculture
En 2010, l'orientation technico-économique de l'agriculture sur la commune est la viticulture (appellation et autre). Le département a perdu près d'un quart de ses exploitations en 10 ans, entre 2000 et 2010 (c'est le département de la région Centre-Val de Loire qui en compte le moins). Cette tendance se retrouve également au niveau de la commune où le nombre d'exploitations est passé de 65 en 1988 à 28 en 2000 puis à 19 en 2010. Parallèlement, la taille de ces exploitations augmente, passant de 11 ha en 1988 à 31 ha en 2010.
Le tableau ci-dessous présente les principales caractéristiques des exploitations agricoles de Saint-Aignan, observées sur une période de 22 ans :
|                                      | 1988                 | 2000                 | 2010                 |
| Dimension économique                 | Dimension économique | Dimension économique | Dimension économique |
| ------------------------------------ | -------------------- | -------------------- | -------------------- |
| Nombre d'exploitations (u)           | 65                   | 28                   | 19                   |
| Travail (UTA)                        | 80                   | 41                   | 32                   |
| Surface agricole utilisée (ha)       | 723                  | 645                  | 582                  |
| Cultures                             |                      |                      |                      |
| Terres labourables (ha)              | 478                  | 371                  | 395                  |
| Céréales (ha)                        | 244                  | 136                  | 194                  |
| dont blé tendre (ha)                 | 81                   | 108                  | 126                  |
| dont maïs-grain et maïs-semence (ha) | 59                   | s                    | s                    |
| Tournesol (ha)                       | 61                   | 17                   |                      |
| Colza et navette (ha)                | 9                    | 31                   | 27                   |
| Élevage                              |                      |                      |                      |
| Cheptel (UGBTA)                      | 145                  | 504                  | 2                    |

#### Produits labellisés
La commune de Saint-Aignan est située dans l'aire de l'appellation d'origine protégée (AOP) de cinq produits : deux fromages (le Sainte-maure-de-touraine et le Selles-sur-cher) et trois vins (le crémant-de-loire, le rosé-de-loire et le Touraine).
Le territoire de la commune est également intégré aux aires de productions de divers produits bénéficiant d'une indication géographique protégée (IGP) : les rillettes de Tours, le vin Val-de-loire, les volailles de l’Orléanais et les volailles du Berry,.

Quelques produits labellisés de Saint-Aignan.
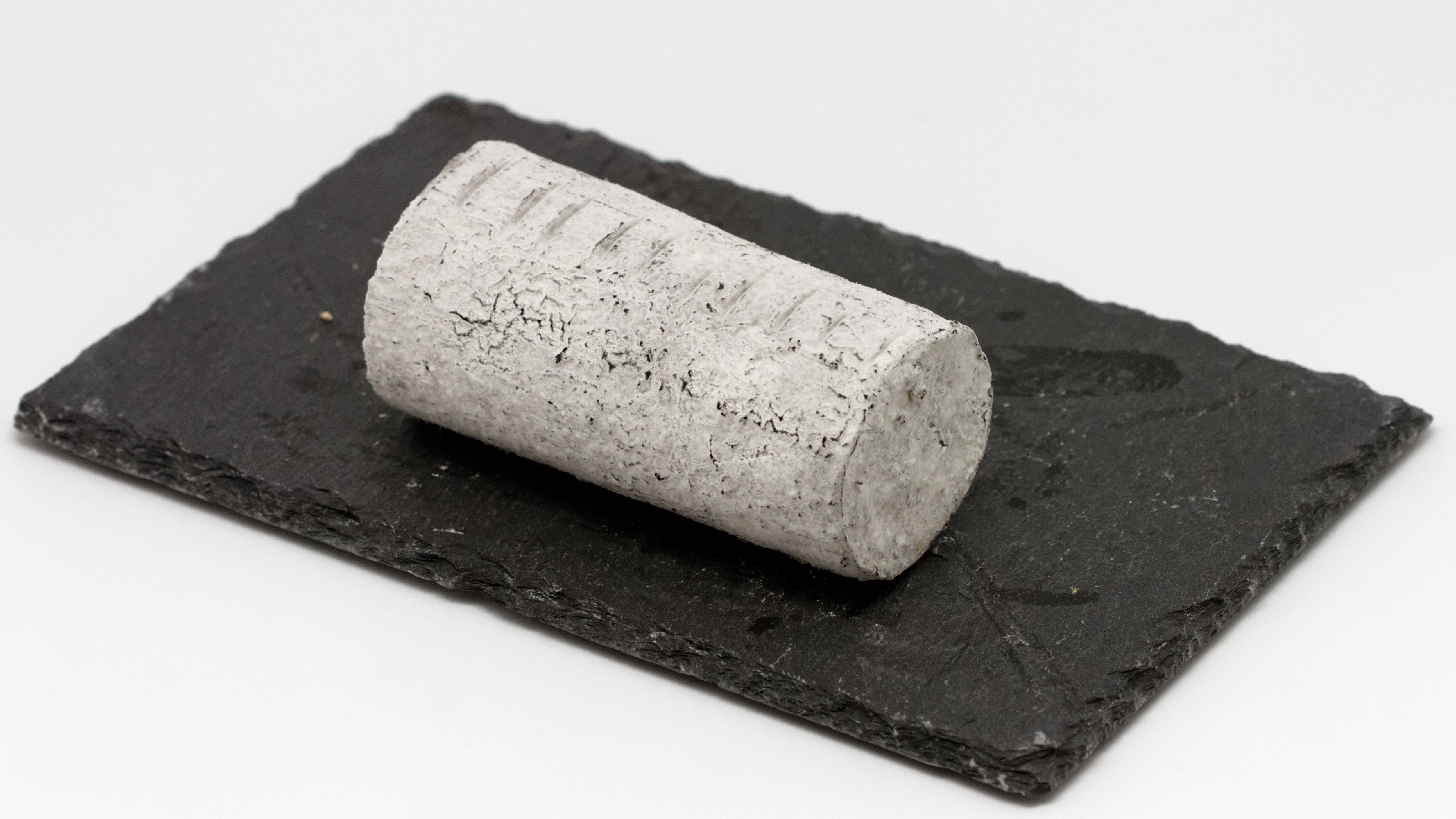
Sainte-maure-de-touraine.
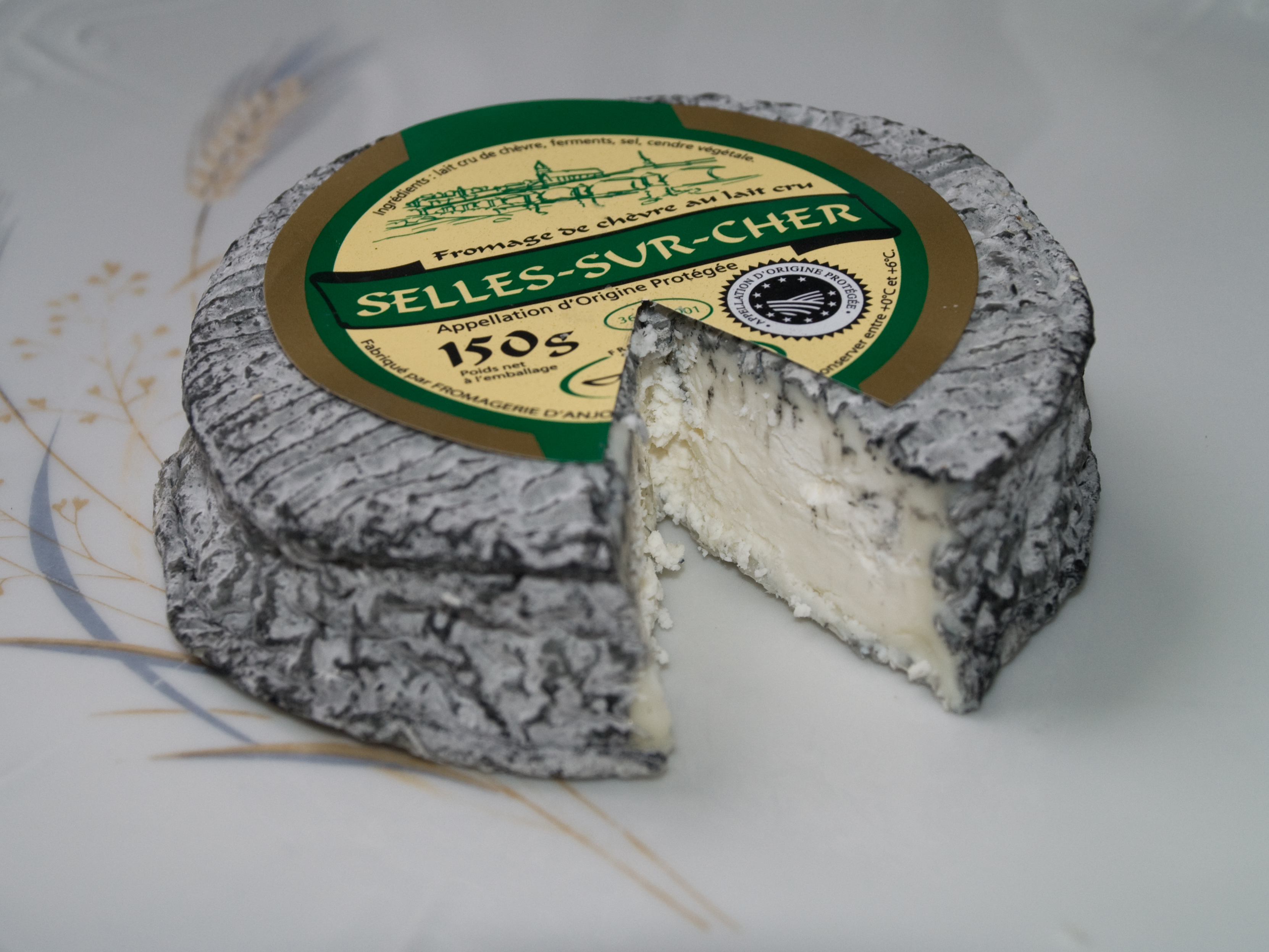
Selles-sur-cher.
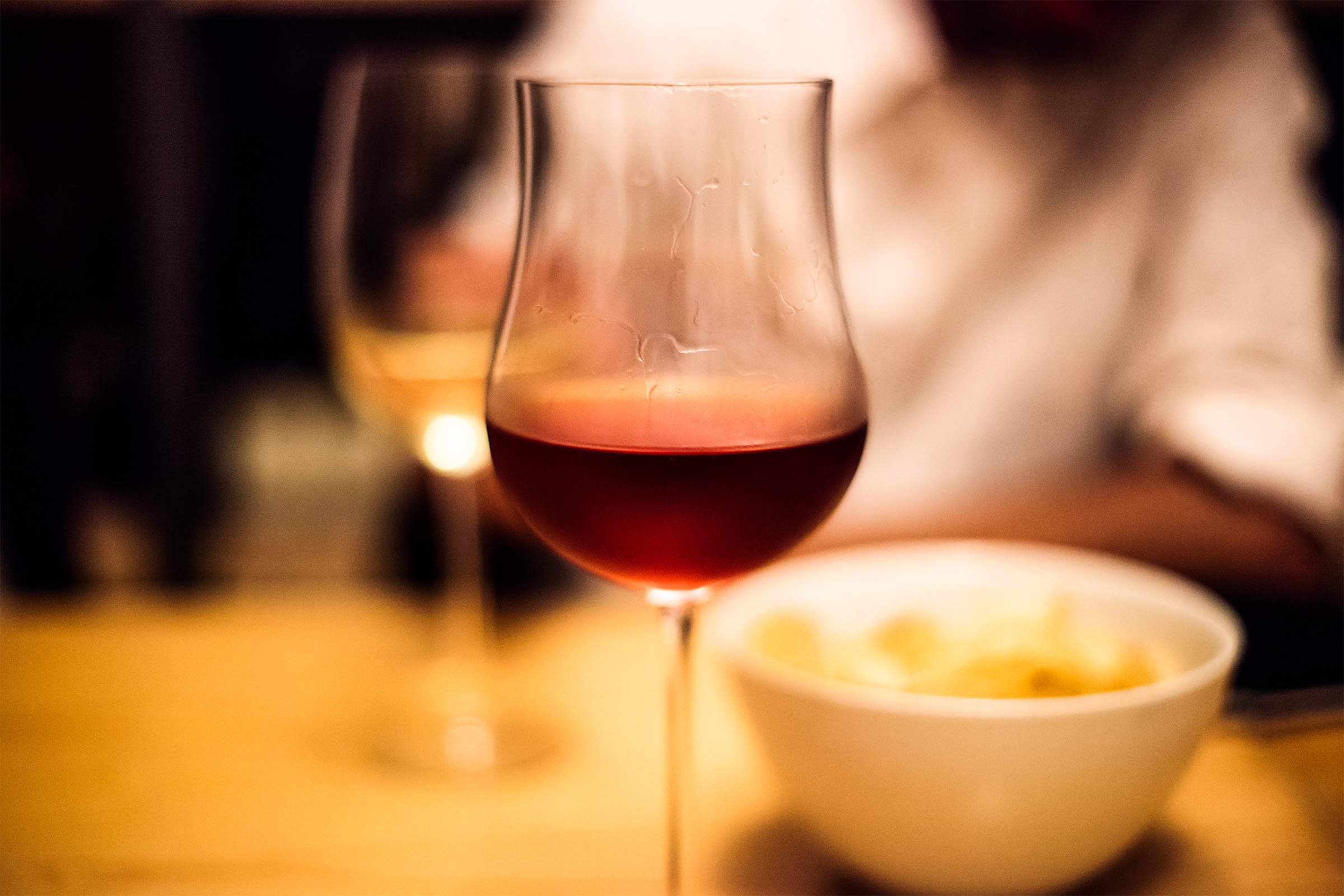
Touraine rouge.

## Culture locale et patrimoine

### Lieux et monuments

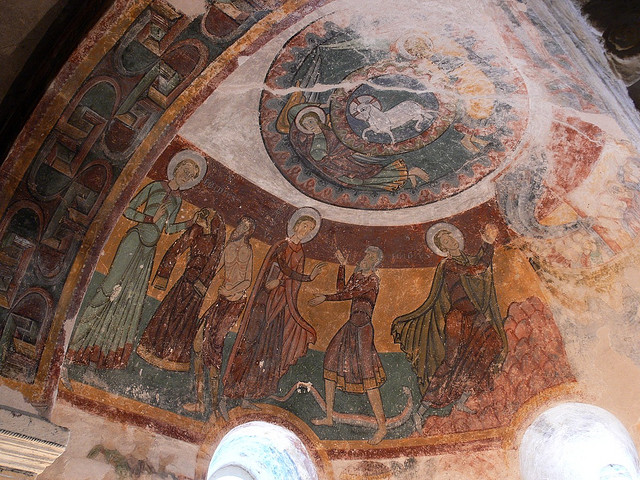
Fresques murales datant du XIe siècle relatant la vie de saint Gilles.

- Collégiale Saint-Aignan de Saint-Aignan : collégiale avec crypte des XIe et XIIe siècles. Double clocher, dont le plus récent, qui surmonte le porche de l'église, a été marqué des querelles de la fin du XIXe siècle : il porte encore l'inscription « Liberté Égalité Fraternité » ; en effet, cette ville a vu naître de grandes tensions entre laïcs et chrétiens au début du XXe siècle. C'est là aussi que fut effectué le premier enterrement laïc de l'histoire de France. La collégiale a été classée monument historique dès 1845. La crypte, plus exactement l'église primitive de Saint-Aignan, abrite des fresques datant du XIIe siècle ; la plus ancienne, située dans le cul-de-four, représente le Christ en majesté qui trône dans une double gloire en mandorle ;
- Château de Saint-Aignan, bâti sur un promontoire, il domine la ville. Il est composé d'éléments de plusieurs époques, du IXe au XIXe siècle, dont la tour Hagard et les vestiges de l'ancienne forteresse constituent la partie la plus ancienne (IXe et Xe siècles) et le château Renaissance (XVe et XVIe siècles) encore habité par la famille de La Roche-Aymon, descendants des Beauvilliers, ducs de Saint-Aignan en 1663-1828 ;

« On y fait d'assez grands travaux, solides et même riches comme construction, mais, malheureusement, d'un style qui ne parait pas assez analogue à celui des constructions primitives. C'est par exemple une grosse tour saxonne à côté des tourelles pointues de Louis XI. Ce château est très froid. »

— Dorothée de Courlande (1793-1862), duchesse de Dino, lettre datée de Saint-Aignan, 7 décembre 1841
- Couvent Notre-Dame des Anges (couvent des Bernardines) ;
- Maisons de chanoines dans le bourg ;
- Maison natale de Joseph Paul-Boncour (une plaque sur le pont en venant de Noyers-sur-Cher) ;
- La Prévôté, bâtiment du XIVe siècle, servant actuellement d'espace d'exposition ;
- Maison de la Maréchaussée, maison du XIIe siècle rue de la Raquette ;
- Hôtel-Dieu Mansart, bâti par Jules Hardouin-Mansart ;
- Maison 24, rue de la Pêcherie ;
- Maison à pans de bois, 27, rue Constant-Ragot ;
- Maison Pénissart (ancien hôtel de la Croix-Blanche), 20 rue Rouget-de-Lisle[74] ;
- Maison Patin, 9, 11 rue Constant-Ragot[75] ;
- Perception, actuellement Groupama ;
- Portail du champ de foire de Saint-Aignan ;
- ZooParc de Beauval, créé en 1980 sur près de 35 hectares.

### Héraldique
|  | Les armoiries de Saint-Aignan se blasonnent ainsi : Écartelé : au premier et au quatrième de gueules à la bande d'argent, au deuxième de gueules aux deux burèles, l'une en chef, l'autre en pointe, au bâton haussé brochant arrêté à la burèle de pointe, au troisième de gueules aux deux burèles, l'une en chef, l'autre en pointe, au bâton abaissé brochant arrêté à la burèle du chef ; sur le tout écartelé : au I et IV d'azur aux trois fleurs de lys d'or, au II et III de gueules aux chaînes d'or posées en orle, en croix et en sautoir, chargées en cœur d'une émeraude au naturel. |

## Personnalités liées à la commune
- Paul de Beauvilliers (1648-1714), gentilhomme et homme d'État français, y est né ;
- Joseph Paul-Boncour (1873-1972), homme politique, y est né[76] ;
- Georges Barré (1886-1970), général dans les troupes coloniales, y est né ;
- Armand Beauvais (1840-1911), peintre, est décédé à Saint-Aignan ;
- Georges Le Bidois (1861-1945), professeur et homme de lettres. Habitait la Quézardière à Seigy, décédé à Saint-Aignan ;
- Patricia Darbonville, née Maubouet à Saint-Aignan (1951-), athlète, championne de France du 400 mètres ;
- Luc Blondel (1956), ancien footballeur français, est né à Saint-Aignan ;
- Marcou Brisson, homme politique, y est né en 1739 ;
- Françoise Delord, fondatrice du ZooParc de Beauval à Saint-Aignan.

## Évènements
- Festival Jazz en Val-de-Cher, depuis 1998,
- Festival Harmonicas sur Cher depuis 2003,
- Concerts de l'ensemble harmonique « La Musique des 3 Provinces »,
- Concerts du groupe de percussions « Ensemble de Percussion du Val de Cher - Saint Aignan ».